# Food Not Bombs
Food Not Bombs (en español "Comida No Bombas") es una red de colectivos independientes que sirven gratuitamente comida vegana y vegetariana a otras personas. Están  ubicados en varios lugares del mundo, principalmente en occidente. La ideología de Food Not Bombs proclama que gran número de las prioridades de las corporaciones y de los gobiernos son economicistas y sus resultados son la persistencia del hambre en medio de la abundancia. Para demostrar esto (y reducir gastos), una gran cantidad del alimento servido por el grupo es el sobrante de supermercados, panaderías y mercados que de otra manera iría a la basura.

## Principios

logotipo de Food Not Bombs

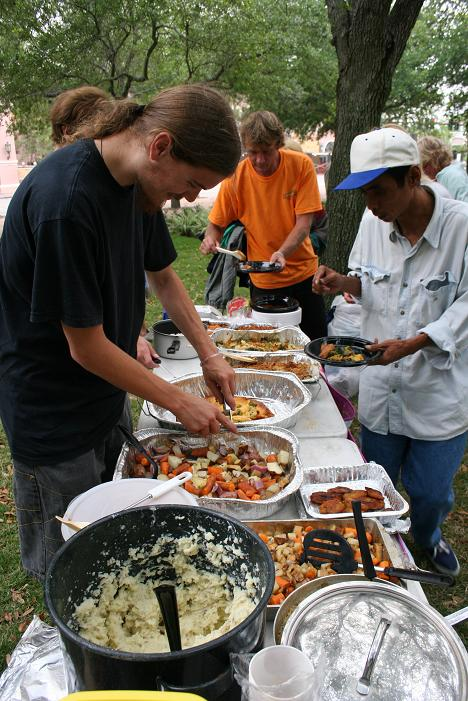
Food Not Bombs sirve comida vegetariana.

Food Not Bombs es una iniciativa  para alimentar a toda persona que tenga hambre. Cada grupo recoge de supermercados, panaderías y mercados el alimento sobrante que de otra manera iría a la basura, luego lo prepara en comedores comunitarios y son servidas gratis a aquellos que tienen hambre. Las ideas centrales del grupo son:
- Si los gobiernos y corporaciones del mundo entero gastaran tanto tiempo y energía en la alimentación de la gente como lo hacen en la guerra, nadie pasaría hambre.
- Hay bastante alimento en el mundo para alimentar a todos, pero mucho de ello va a la basura innecesariamente, como un resultado directo de capitalismo y militarismo.
- La comida vegana es tan sana como no violenta.

Food Not Bombs también trata de llamar la atención sobre la pobreza y las personas sin hogar, compartiendo el alimento en sitios públicos y facilitando las reuniones de personas pobres, sin hogar y otras personas marginadas. Hay cuatro principios en la filosofía de Food Not Bombs:
- Reciclaje de alimento, freeganismo.
- Toma de decisiones por consenso.
- No violencia.
- Vegetarianismo.

Si alguien quiere cocinar puede cocinar, y si alguien quiere comer puede comer. Food Not Bombs se esfuerza en incluir a todas las personas.

## Historia

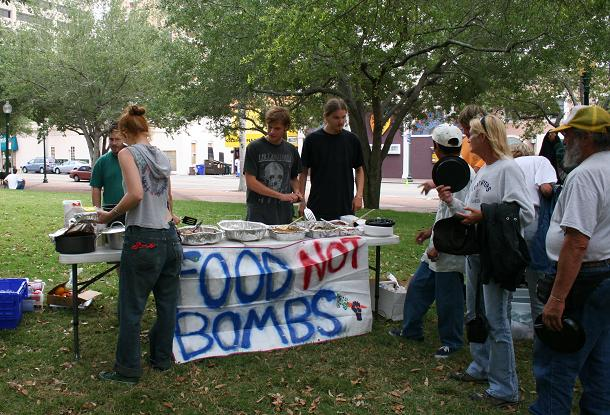
Food Not Bombs sirve comida en un parque.

Food Not Bombs comenzó a principios de los años ochenta en Cambridge (Massachusetts, EE. UU.), una ciudad adyacente a Boston, cuando un grupo de activistas antinucleares, que protestaban por la central nuclear de Seabrook, comenzó a pintar con spray el lema "Dinero para el alimento, no para bombas" por toda la ciudad. El lema fue acortado a "Alimento, No Bombas", y esto se acabó convirtiendo en el nombre de su grupo. Poco después, decidieron poner su lema en práctica. En una reunión de ricos ejecutivos bancarios que financiaban proyectos nucleares, el grupo salió a la luz y comenzó a repartir alimento gratis en el exterior a una muchedumbre de trescientas personas sin hogar. La acción tuvo tanto éxito que el grupo comenzó a hacerlo regularmente, recogiendo el alimento sobrante de supermercados y preparándolo en comidas.
A finales de los años 1980, un segundo grupo de Food Not Bombs se formó en San Francisco. Este grupo entró pronto en tensión con la policía y tuvo problemas con los alcaldes de la ciudad, Art Agnos y Frank Jordan. Agnos inició la primera confrontación usando la policía antidisturbios para cerrar un reparto de alimento de Food Not Bombs. El grupo era persistente, y a pesar de ser detenidos cientos de veces, logró seguir sirviendo el alimento en la calle. Su uso de la cobertura de los medios de comunicación en los altercados les sirvió para ganar el apoyo de comunidad. El alcalde conservador Jordan ganó a Agnos y la tensión continuó entre Food Not Bombs y la Oficina del Alcalde. Los miembros del grupo eran rutinariamente golpeados y detenidos por la policía. Al mismo tiempo, sin embargo, el grupo se había ampliado. Con cientos de personas en cada reparto de alimento, la acción de policía era difícil. Los miembros de Food Not Bombs comenzaron a grabar en vídeo las acciones de policía y usar el sistema judicial para intentar parar el abuso policial.
Durante los años 1990 el grupo de Boston de Food Not Bombs también afrontó alguna oposición de la policía local. Sin embargo, después de manifestaciones y muestras de solidaridad de iglesias locales, la potencial mala publicidad hizo esta oposición poco práctica.
En la elección de San Francisco de 1995, el candidato Willie Brown prometió parar los ataques sobre el Food Not Bombs. Willie Brown ganó la elección.
En parte debido a la atención que los medios de comunicación prestaron al Food Not Bombs durante sus luchas en San Francisco, comenzaron a aparecer grupos en todo el mundo. Los Food Not Bombs siguieron creciendo a lo largo de los años noventa, y sostuvieron cuatro reuniones internacionales: en San Francisco en 1992 y 1995, en Atlanta en 1996, y en Filadelfia en 2005. Los grupos de Food Not Bombs estuvieron implicados en el surgimiento del movimiento antiglobalización a finales de los años noventa, conduciendo la resistencia a la APEC en Vancouver en 1997; el 18 de junio de 1999 en el "Carnaval Internacional Contra Capitalismo" y la Batalla de Seattle a finales de ese mismo año, que cierra las reuniones de la Organización Mundial del Comercio.
Food Not Bombs también ha estado fuertemente implicado en el movimiento pacifista que surgió en 2002-2003 para oponerse la invasión de Irak en 2003.
Durante una presentación en la Universidad de Texas en Austin en 2006, un funcionario de contraterrorismo del FBI etiquetó a Food not Bombs y a Indymedia como organizaciones con posibles conexiones con terroristas.
Hoy, hay cerca de 200 grupos de Food Not Bombs en todo el mundo, la mayoría de ellos concentrados en Norteamérica. Food Not Bombs tiene una estructura muy laxa; todos los grupos de Food Not Bombs abrazan unos principios básicos, y llevan a cabo el mismo tipo de la acción, pero cada grupo es libre de tomar sus propias decisiones, basadas en las necesidades de su comunidad. De la misma manera, cada grupo de Food Not Bombs funciona por consenso; todo el mundo trabaja a partes iguales y tiene igual importancia en la toma de decisiones. Además de la recogida y la distribución de alimento gratis, la mayor parte de grupos de Food Not Bombs están implicadas también en comunidades antipobreza y organizaciones pacifistas y a favor de inmigrante, así como muchas otras causas políticas. Como la mayor parte de los grupos de Food Not Bombs comparten los mismos valores y funcionan en una manera generalmente anarquista, el Food Not Bombs es a veces conocido como "una organización franquiciada anarquista".